# Cecil McVilly
Cecil Leventhorpe McVilly (ur. 20 sierpnia 1890 w Hobart, zm. 4 listopada 1964 w Cowes) – australijski wioślarz reprezentujący Australazję. Startował w wyścigach jedynek na igrzyskach w Sztokholmie w 1912 roku.

## Występy na letnich igrzyskach olimpijskich
| Igrzyska | Wydarzenie | Eliminacje | Eliminacje | Ćwierćfinał     | Ćwierćfinał     | Półfinał        | Półfinał        | Finał           | Finał           |
| Igrzyska | Wydarzenie | Czas       | Miejsce    | Czas            | Miejsce         | Czas            | Miejsce         | Czas            | Miejsce         |
| -------- | ---------- | ---------- | ---------- | --------------- | --------------- | --------------- | --------------- | --------------- | --------------- |
| LIO 1912 | Jedynki    | -          | DQ         | → Nie awansował | → Nie awansował | → Nie awansował | → Nie awansował | → Nie awansował | → Nie awansował |